# جيركا ليتزين
جيركا ليتزين (بالألمانية: Jirka Letzin) (مواليد 8 فبراير 1971) هو سبّاح ألماني، مثّل بلاده في الألعاب الأولمبية الصيفية 2000.

## روابط خارجية
جيركا ليتزين على موقع الاتحاد الدولي للسباحة (الإنجليزية)
- جيركا ليتزين على موقع SwimRankings.net (الإنجليزية)
- جيركا ليتزين على موقع اللجنة الأولمبية الدولية (الإنجليزية)
- جيركا ليتزين على موقع أوليمبيديا (الإنجليزية)